# Eburodacrys stahli
Eburodacrys stahli es una especie de escarabajo longicornio del género Eburodacrys, tribu Eburiini, subfamilia Cerambycinae. Fue descrita científicamente por Aurivillius en 1893.

## Descripción
Mide 12-23,3 milímetros de longitud.

## Distribución
Se distribuye por Argentina, Brasil, Bolivia, Paraguay y Uruguay.